# Liste der geschützten Landschaftsbestandteile im Landkreis Saarlouis
Die Liste der geschützten Landschaftsbestandteile im Landkreis Saarlouis nennt die geschützten Landschaftsbestandteile in den Städten und Gemeinden im Landkreis Saarlouis im Saarland. Geschützte Landschaftsbestandteile sind Elemente aus der Natur und Landschaft, die zur Erhaltung, Wiederherstellung und Entwicklung unter Schutz gestellt werden. Weitere Bedeutung haben sie als Habitate für bestimmte wild lebende Tier- und Pflanzenarten.

## Nalbach
| Bild | Bezeichnung | Ort     | Beschreibung                                                              | Fläche (ha) | Koord.                          | Kennung alte Kennung     |
| ---- | ----------- | ------- | ------------------------------------------------------------------------- | ----------- | ------------------------------- | ------------------------ |
|      | Im Sang     | Nalbach | Feuchtgebiet mit Großseggenried, Röhricht, Flutrasen und Weidengebüschen. | 1           | 49° 23′ 19,5″ N, 6° 45′ 49,4″ O | GLB-020-SLS-NAL 3 05 001 |

## Rehlingen-Siersburg
| Bild | Bezeichnung  | Ort                                            | Beschreibung       | Fläche (ha) | Koord.                          | Kennung         |
| ---- | ------------ | ---------------------------------------------- | ------------------ | ----------- | ------------------------------- | --------------- |
|      | Schoppachtal | Rehlingen-Siersburg Fürweiler, Großhemmersdorf | naturnahes Bachtal | 15          | 49° 21′ 52,5″ N, 6° 36′ 32,9″ O | GLB-100-SLS-RES |

## Schwalbach
| Bild | Bezeichnung                                                                               | Ort                   | Beschreibung | Fläche (ha) | Koord.                          | Kennung alte Kennung      |
| ---- | ----------------------------------------------------------------------------------------- | --------------------- | ------------ | ----------- | ------------------------------- | ------------------------- |
|      | 2 Platanen Derlener Kirche Platanus acerifolia                                            | Schwalbach Derlen     |              |             | 49° 17′ 29,4″ N, 6° 50′ 16,8″ O | GLB-122-SLS-SWB D3.09.002 |
|      | 1 Ahorn Derlener Kirche                                                                   | Schwalbach Derlen     |              |             | 49° 17′ 27,2″ N, 6° 50′ 17,2″ O | GLB-123-SLS-SWB D3.09.003 |
|      | 1 Blutahorn Schule Sprengen Acer pseudoplatanus nizetti                                   | Schwalbach Sprengen   |              |             | 49° 18′ 30,2″ N, 6° 50′ 57,5″ O | GLB-124-SLS-SWB D3.09.004 |
|      | 1 Platane Schule Sprengen Platanus acerifolia                                             | Schwalbach Sprengen   |              |             | 49° 18′ 16,9″ N, 6° 50′ 58,2″ O | GLB-125-SLS-SWB D3.09.005 |
|      | 1 Trauerweide Brunnenstraße Salix alba tristis                                            | Schwalbach Hützweiler |              |             | 49° 19′ 10,9″ N, 6° 49′ 13,4″ O | GLB-126-SLS-SWB D3.09.006 |
|      | 1 Ginkgo biloba Talstraße                                                                 | Schwalbach Hützweiler |              |             | 49° 19′ 5,2″ N, 6° 48′ 47,5″ O  | GLB-127-SLS-SWB D3.09.007 |
|      | 2 Eichen An der Grotte Quercus petraea                                                    | Schwalbach Hützweiler |              |             | 49° 18′ 53,3″ N, 6° 48′ 5″ O    | GLB-128-SLS-SWB D3.09.008 |
|      | 1 Platane u. 7 Linden Schulhof Stephan-Schäfer-Str. Platanus acerifolia und Tilia cordata | Schwalbach Hützweiler |              |             | 49° 19′ 13,8″ N, 6° 48′ 56,5″ O | GLB-129-SLS-SWB D3.09.009 |
|      | 1 Mammutbaum Friedhof Schwalbach Sequoia gigantea                                         | Schwalbach            |              |             | 49° 18′ 11,9″ N, 6° 48′ 59″ O   | GLB-130-SLS-SWB D3.09.011 |
|      | 1 Eiche südl. ev. Altenheim Quercus petraea                                               | Schwalbach            |              |             | 49° 17′ 49,9″ N, 6° 48′ 59″ O   | GLB-131-SLS-SWB D3.09.012 |
|      | 1 Buche Waldfriedenstr. Großwaldpark Fagus sylvatica                                      | Schwalbach Griesborn  |              |             | 49° 17′ 33,4″ N, 6° 48′ 36,4″ O | GLB-132-SLS-SWB D3.09.013 |
|      | 4 Platanen Wilhelmsschacht Platanus acerifolia                                            | Schwalbach            |              |             | 49° 17′ 56,4″ N, 6° 49′ 30″ O   | GLB-133-SLS-SWB D3.09.015 |
|      | 10 Platanen Friedhof Griesborn Platanus acerifolia                                        | Schwalbach Griesborn  | Baumreihe    |             | 49° 17′ 58,2″ N, 6° 48′ 7,9″ O  | GLB-134-SLS-SWB D3.09.016 |
|      | Waldstück Huloch Elm Abt. 48                                                              | Schwalbach Derlen     |              | 5,7         | 49° 17′ 45,2″ N, 6° 51′ 33,1″ O | GLB-097-SLS-SWB D3.09.017 |
|      | Erlenwäldchen nördl. Hützweiler, Gewanne Kuhnacker                                        | Schwalbach Hützweiler |              | 0,85        | 49° 19′ 34,3″ N, 6° 49′ 10,9″ O | GLB-098-SLS-SWB D3.09.018 |
|      | Eichen und Platanenbestand am Waldrand von Villa Waldfriede zur Papiermühle               | Schwalbach            |              | 0,42        | 49° 17′ 26,2″ N, 6° 48′ 49,7″ O | GLB-099-SLS-SWB D3.09.019 |

## Wadgassen
| Bild | Bezeichnung                   | Ort                  | Beschreibung                                                                             | Fläche (ha) | Koord.                          | Kennung alte Kennung     |
| ---- | ----------------------------- | -------------------- | ---------------------------------------------------------------------------------------- | ----------- | ------------------------------- | ------------------------ |
|      | Spurker Wald                  | Wadgassen Hostenbach | Feuchtwiesenbrache im Übergang zum Hochwaldstadium eines Eichen-Buchen-Hainbuchenwaldes. | 2           | 49° 16′ 4,1″ N, 6° 48′ 25″ O    | GLB-021-SLS-WAD 3 13 001 |
|      | Feldrain Stumpfbirken         | Wadgassen Hostenbach | Feldraine mit alten Schlehenhecken, Baumhecken und zugehörigen Säumen.                   |             | 49° 14′ 36″ N, 6° 48′ 47,3″ O   | GLB-022-SLS-WAD 3 13 002 |
|      | Feldrain Neuland Lambertstros | Wadgassen Hostenbach | Feldraine mit alten Schlehenhecken, Baumhecken und zugehörigen Säumen.                   |             | 49° 14′ 40,4″ N, 6° 48′ 37,5″ O | GLB-023-SLS-WAD 3 13 003 |

## Wallerfangen
| Bild | Bezeichnung         | Ort                     | Beschreibung                                                                                       | Fläche (ha) | Koord.                         | Kennung alte Kennung     |
| ---- | ------------------- | ----------------------- | -------------------------------------------------------------------------------------------------- | ----------- | ------------------------------ | ------------------------ |
|      | Teich Unter Seutert | Wallerfangen Ittersdorf | alter, eingewachsener Teich mit Gehölz- und Ufersaum, mit Röhricht, Seggen und alten Silberweiden. | 0,15        | 49° 17′ 22,4″ N, 6° 39′ 4,1″ O | GLB-019-SLS-WAL 3 07 001 |